# Beaucaire (Gers)
Beaucaire is een gemeente in het Franse departement Gers (regio Occitanie) en telt 277 inwoners (1999). De plaats maakt deel uit van het arrondissement Condom.

## Geografie
De oppervlakte van Beaucaire bedraagt 16,1 km², de bevolkingsdichtheid is 17,2 inwoners per km². De plaats ligt aan de Baïse.
De onderstaande kaart toont de ligging van Beaucaire (Gers) met de belangrijkste infrastructuur en aangrenzende gemeenten.

## Demografie
Onderstaande figuur toont het verloop van het inwonertal (bron: INSEE-tellingen).